# 幻想傳奇
《幻想傳奇》（台湾又译作，簡稱：「TOP」）是由日本通讯网络的“狼组”开发的电子角色扮演游戏，为南梦宫传说系列的第一部作品，游戏于1995年12月发行于日版超级任天堂。游戏后来移植于多个平台，包括1998年12月日本独占发行的PlayStation版，2003年在日本、2006年在美欧发行的Game Boy Advance版，以及2006年9月发行的PlayStation Portable重制版《幻想传说 -全语音版-》。《全语音版》为游戏场景画面使用了全配音，并在2010年《幻想传说 换装迷宫X》的收录版中进一步强化。游戏制作者为PlayStation版游戏起了特有種類名稱“传说的RPG”（伝説のRPG），而为《全语音版》起名“添上聲音、傳說的RPG”（声が彩る、伝説のRPG）。
游戏原版由狼组开发。五反田义治编剧并编写程序，则本真树设计游戏，樱庭统和田村信二谱写乐曲。角色由漫画家藤岛康介设计。改编自游戏的短篇原创动画录影带（OVA）于2004年发行。

## 游戏系统
游戏以使用随机遇敌方式，在世界地图和迷宫场景中行走会随机遇到敌人。战斗场景使用線性動作戰鬥系統（LMBS）。
游戏还使用食物袋系统，即使用麵包、肉類和水果等等食物系的道具（包含之後的料理食譜的一部分）。可以為食物袋補充食物，並且可以利用食物袋邊行走邊回復HP。 傳奇系列的第二部作品《命運傳奇》（重製版為料理系統）也繼承使用這個系統，但是在PS版則更換成組合複數食材的「料理」系統。

## 情节
有一天，住在托堤斯村的克雷斯與往常一樣，和友人柴斯達一起到南之森（在過去篇和未來篇被稱為精靈之森）狩獵。他們在那裡捕捉到豬後，正準備返回村子時，村子發生了異常狀況。回到村子的克雷斯和柴斯達，映入他們眼裡的景象是不知被何人破壞的房屋與被虐殺的村人們。在那其中，克雷斯的雙親和柴斯達的妹妹亞美也慘遭不幸…。

## 用語
世界樹尤克多拉西魯（世界樹ユグドラシル）
生長在南優克里德大陸的大樹，寄宿著精靈「瑪迪爾」是製造魔法能量「瑪納（マナ）」的主要來源，當其枯竭時整各世界的魔法、精靈都會被消滅。達歐斯稱這棵樹為「大樹卡蘭」（大樹カーラーン），原因是塔利斯·卡朗（デリス・カーラーン）是達歐斯原本精靈一族所居住的母星，當時移居時所種下的種子也是名稱的由來。
塔利斯·卡朗（デリス・カーラーン）
達歐斯等精靈一族原本所居住的星球，原本人口約為10億人，在過去中發生大戰爭，失去了瑪納以及15萬人的人口，結局令人悲嘆的過去。
席瓦蘭特＆提塞亞拉（シルヴァラント＆テセアラ）
是惑星塔利斯·卡朗的兩顆雙子衛星。
精靈
跟世界中人類類似的人種，不過有著明顯特徵就是有著尖長的耳朵，以及美麗的外貌。多數的人都是十分的溫柔而討厭爭鬥的事，其壽命長達千年之久，有著運用瑪納施展魔術的能力，在「過去篇」之前的數十年前也是有著跟人類居住在一起的歷史，現今多數集中居住在優米爾森林（ユミルの森）中，對於半精靈協助人類開發魔科學兵器的事感到十分不滿，對人類的接觸上算是友好，一部分的精靈對於半精靈入村就必須處死的制度感到厭惡。
半精靈（ハーフエルフ）
人類跟精靈所生下的混血兒，外貌上跟精靈類似，但其內心比較接近人類，有著超越精靈的爭鬥心。有著遺傳自精靈能夠自由運用瑪納的能力，但是代代相傳這種能力會漸漸的薄弱化。半精靈禁止出入優米爾森林，所以在各地的街道都能看見他們的蹤跡，其能力較高能在國家位居要職的人較為稀少。
矮人
在世界上較為稀少的小部落，他們有著一雙靈巧的雙手，可以製造各式的工藝品，不過在作品中族群的人數大大減少，現在只有在過去的遺跡中能見到他們。
魔術
利用存在於世界各地空氣之中的瑪納能量，製造神奇力量的技術，由於人類無法使用魔術，所以能使用魔術的人多數都是精靈跟半精靈。在魔術中有著空間跟異界的關係，施術者無法承受大量消耗瑪納的魔法，這一類的法術稱為「禁咒文」。
法术
由人的精神力量发动神奇力量的技术。和魔术不同，法术不需要玛纳也可以使用，但相应的，效果远不及魔术强大。另外魔术大多是改变周围环境的（体现为伤害魔法），法术则是改变人类身体与精神的（体现为辅助与治疗魔法）。
召換術
寄宿在萬物之中的精靈，跟他們借取力量來發動的魔法技術，藉由契約戒指為媒介跟精靈訂下契約，只有擁有精靈血脈的人才能使用的技術，在上一各時代中就已經失落已久，在庫拉斯的研究下讓該技術復活。
魔科學
利用魔法跟科技的結合，讓不能使用魔術的人類也能運用魔法能量的技術，在故事中克雷斯所搭乘的飛艇「珍鳥」以及決戰時的兵器「魔導砲」，甚至於後來在未來的「魔光炮」等等的兵器存在，但其缺點是有著比起一般魔術，更加大量消耗著瑪納的缺失。也是因為過度的使用瑪納而造成「大消失」事件，使的瑪納大量枯竭在現代無法使用法術原因所在。
隕石
在達歐斯跑到未來之後，對現代的克雷斯等人發動的禁咒文，比起上級法術隕石風暴（メテオスォーム）更加的需要消費大量的瑪納，發動前就有可能讓精神跟肉體受到破壞的禁忌法術。在達歐斯從現代逃到未來時，加上時間轉移魔法的應用，在未來對現代的克雷斯發動此法術。
瓦爾哈拉戰役（ヴァルハラ戦役）
過去的歷史上最殘酷的戰爭，在未來被消滅的密德卡爾茲（ミッドガルズ）對達歐斯率領的魔界眷屬所發動的戰爭，達歐斯對密德卡爾茲宣告放棄魔科學而引起的爭端，密德卡爾茲盲目的相信魔科學可以為人類開創未來，所以不打算放棄魔科學，而無視瑪納可能因此消失在世界的國家。
原本開發來對其他國家做為牽制用的魔導砲，在這各時候拿來對抗達歐斯，在原本的歷史中，魔導砲發射一發之後，見其有效而國王不顧忠告，繼續發射第二發，因此造成魔導砲不堪負荷，突然爆炸引起王城大量面積被燒毀，使得無視忠告的密德卡爾茲，在該戰役中消費掉了大量的瑪納也因此造成了魔法枯竭的狀態，在被達歐斯打敗之後密德卡爾茲王國在100-150年後的未來被消滅了。
大消失
在故事結束之時由6位英雄一致決定讓敏特在尤克多拉西魯樹周圍，用法術架設了「屏障（バリアー）」所引起的未來事件，所以架設該屏障抑止瑪納能量的過度流出，防止魔科學讓瑪納過度消耗導致世界毀滅，為了顧及達歐斯想救自己母星的願望，好在日後的未來中結出「偉大果實（大いなる実り）」。
在未來中敏特的屏障失效之後，由亞雀接下工作，在大陸上建了一座稱為「魔女之塔」（魔女の塔（正式名称は魔女っ娘の塔））監測瑪納，將瑪納留下精靈生存所需的量之後，將其封印起來。

## 角色
在原版游戏中玩家有5名操作角色，但在复刻版中，原版非玩家角色女忍者藤林鈴可以加入主角队伍：
- 克雷斯・亞爾貝因（Cless Alvein） － 本作品的主角。出身於托堤斯村 － 在15歲的時候繼承了封印達奧斯的關鍵項鍊，對於它的由來跟雙親的過去完全不知情。跟一樣住在村子裡的青年，柴斯達一起外出狩獵時，被達歐斯操控的馬爾斯，跑來襲擊村莊而失去家人。之後為了幫家人報仇而外出旅行，過程中加入不少同伴同行，當知道真正的敵人是達歐斯時，跟同伴一起面對達歐斯。日版全部都由草尾毅配音。
- 敏特・亞德涅特（Mint Adnade） － 本作品的女主角、法術師。是封印達歐斯的法術師其中一人梅莉爾的女兒，企圖復活達歐斯的馬爾斯，將她們母女倆抓起來，之後被克雷斯所救。她的家族是代代封印達歐斯一族的神官，但是當時她對自己的事完全不了解。角色由超级任天堂和Game Boy Advance版由興梠里美配音，其他版本由岩男潤子配音。
- 柴斯達・巴克萊特（Chester Barklight） － 擅長弓箭的獵人，一樣住在托堤斯村，主角克雷斯的童年玩伴。很照顧在村子裡開雜貨店的妹妹亞蜜，因為馬爾斯襲擊村子，失去了唯一的親人。跟克雷斯一樣是一个熱血的人，因為達歐斯的關係而失去妹妹，而對達歐斯懷有著恨意。也许是因为年龄与妹妹相仿的缘故，他对藤林玲非常照顾，似乎在心中把他当成了自己的妹妹。角色由超级任天堂版由草尾毅配音，其它日版由伊藤健太郎配音。
- 庫拉斯・F・雷斯塔（Klarth F Lester） － 學者，王立學院時代「能夠讓人類使用精靈使用的魔法」的論文發表，但是並沒有受到認同，為了證明自己的理論是對的，而持續的在研究中。在過去的時代優克里德村跟助手蜜拉爾德，勤奮的從事精靈研究，從未來來的克雷斯跟敏特，卻跑來要求他一起旅行的事。角色全部日版由井上和彥配音。
- 亞雀・克萊茵 － 魔法使。出身於羅恩瓦雷伊的半精靈。氣象學者巴特跟精靈生下的女兒，過去的世界中，為了討伐好友莉亞的仇人，而強迫克雷斯們同行。個性天真浪漫，擁有半精靈的長壽的生命，以及博學的知識。角色由金井美香配音。
- 藤林鈴（Fujibayashi Suzu） － 使用伊賀栗流忍法的忍者。是現在的頭目藤林銅藏的女兒，也是下一任頭目，因為跟達歐斯對立雙親都被抓走，在克雷斯的幫助下協尋父母之後，加入小隊中。角色全部日版由川田妙子配音。

- 達歐斯（Dhaos）是本作品的最終頭目。他來自異星塔利斯·卡朗的異星人，為拯救將被毀滅的母星，等待大樹尤克多拉西魯結出，瑪納的結晶「偉大的果實」而來到這星球。但因为人类利用魔科學而浪費瑪那，他便率領大量魔物對人類發動戰爭。人类将其视为魔王而将其封印，但在游戏开始时他的封印又被解开。角色动画版和PlayStation Portable版由森川智之配音，其它日版由鹽澤兼人配音。

## 开发
《幻想传说》原版由日本通讯网络旗下成员“狼组”开发，游戏改编自游戏主程序师五反田义治的未发表的小说《幻想传说》（テイルファンタジア）。游戏在五反田小说基础上做了许多改变，如标题和角色名，并省略了许多剧本。游戏在战斗。特定剧情以及开场场景中使用了语音片段，这些语音需要使用48 Mbit的高容量卡带。游戏角色设计与美工由漫画家藤岛康介掌理。

### PlayStation版
在1998年系列第二作《宿命传说》发行一个月前，南梦宫宣布《幻想传说》将重制于PlayStation平台，游戏于同年12月发行。重制版加入了数个新功能，包括日本工作室Production I.G.制作的动画开场，以及为适应CD格式而重新录制的角色配音。游戏战斗系统修改为更类似《宿命传说》的“强化线性运动战斗系统”（E-LMBS），但进一步提升了总体战斗速度和连击潜能。原版中的非玩家支援角色藤林铃也成为了可选玩家角色。南梦宫Hometek翻译制作人小津秋解释称，公司因为“时机和市场需求”而最终放弃英文化，而开发团队正忙于支持《永恒传奇》（TOE）的本地化工作。团队还认为“TOE是会比TOP更好的游戏，有更好的机会在美国市场成功”。

### Game Boy Advance版
2002年5月，南梦宫和任天堂签订了合作伙伴关系，两公司在星际火狐系列的新作品《星际火狐Assault》方面合作，而南梦宫为任天堂的GameCube和Game Boy Advance开发了几部独占作品。其中一部作品就是Game Boy Advance《幻想传说》，游戏在协议签署后不久便宣布预定于2002年12月发行。南梦宫最初在2003年3月展示游戏，并将游戏改为同年6月发售，而游戏改为定于2003年8月——GameCube《仙乐传说》发行一个月前——发售。Game Boy Advance版以之前两个版本为基础，使用了超级任天堂原版开场和二维世界地图，并沿用PlayStation重制版的角色配音、降低的遇敌率，以及游戏系统调整。英文版消息由任天堂销售副总裁雷吉·菲尔斯-埃米于2005年11月首次公布，于2006年3月在北美和欧洲发行。iOS免費版在上架5日後下载量达到15万次。

### PlayStation Portable版
在2006年6月的一场新闻发布会上，南梦宫公布正在制作PlayStation Portable掌机重制版《幻想传说 -全配音版-》（テイルズ オブ ファンタジア-フルボイスエディション-，Tales of Phantasia -Full Voice Edition-）的开发消息，并称游戏将于9月发行。重制版沿用了之前PlayStation版和Game Boy Advance版的全部要素，游戏为主要剧情加上配音，角色从原版在地图上的四方向行走改为八方向，游戏还加入了系列后来游戏中所见的新“Grade Shop”功能。游戏在2006年东京电玩展上和其它不久后发行的游戏一同展出。
2010年3月南梦宫万代宣布，即将上市的PlayStation Portable角色扮演游戏《幻想传说 换装迷宫X》中会额外收录另一重制版的《幻想传说》——《幻想传说X》（テイルズ オブ ファンタジアX，Tales of Phantasia X）。新版本使用了更快更流线型的战斗系统，发动魔法不再需要屏幕动作暂停，多个攻击可以同时发生。

### 其他版本
移动电话版于2010年3月17日在日本发行，游戏移植自Game Boy Advance版。iOS免費版于2013年9月24日上架。

## 跨媒体

### 音乐与广播剧
《幻想传说》的音乐由樱庭统和田村信二谱写，PlayStation版游戏还使用南梦宫其它游戏的歌曲，如大野木宜幸的《Rally-X》和Shinji Hosoe的《山脊赛车》。游戏开场曲目为《夢想不會結束 ～灑落的時之水滴～》（夢は終わらない 〜こぼれ落ちる時の雫〜）由藤林聖子作词，關口敏行作曲；超级任天堂版和日本Game Boy Advance版由岩崎文紀编曲，吉田由香里演唱；PlayStation版由坂本昌之编曲，Yo-Mi演唱。吉田还演唱PlayStation版的结尾曲《星星在天空中…》（星を空に…），该曲由岸本大河作词，竹中敬一作編曲。南梦宫在英文Game Boy Advance版中使用原版器乐曲替换主题曲。
虽然超级任天堂原版在发行当时没有发布商业原声，但1999年5月Victor Entertainment发行PlayStation版的官方原声，专辑使用2碟，收录77首曲目。游戏还有一系列广播剧专辑，Movic首先于1999年5月至7月发行的三卷“Drama CD幻想传说”（ドラマCD 「テイルズ オブ ファンタジア」）。Movics随后又于2000年1月和3月发行两卷“Drama CD幻想传说选集”。此外2001年12月还有一部独立专辑《幻想传说 角色对话CD ～恐慌世界～》（テイルズ オブ ファンタジア キャラトークCD ～パニックワールド～）发行。

### 图书与漫画
随游戏发行的还有一系列小说，Fami通文库于1999年2000年出版一系列由矢島さら编写的《幻想传说》小说，其中包括《遙遠時空》上下册、《真紅之瞳》、《紺碧之絆》、《琥珀之迴廊》和《瑠璃之夢》，其中两册《遙遠時空》的中文版《悠久的時空》由青文出版社代理。此外电击文库于1999年发行祭紀りゅーじ的小说《幻想傳奇 不被談論的歷史》；Movic于2000年出版金月龍之介的《幻想傳奇 魔劍忍法帖》。
改编漫画《幻想傳奇》於2008年8月7日在角川書店所發行的雜誌「Tales of Magazine」創刊號上連載開始。作者是曾經畫過《命運傳奇2》漫畫版的MAKOTO2號。本作品标志游戏自遊戲初代的發售12多年来首次漫畫化。漫画从2009年开始以单行本形式发行。
游戏各个版本都有官方攻略本发行
，此外官方亦发布几本插画册。

### 动画
《幻想传说 The Animation》是改编自游戏的原创动画录影带（OVA）。动画分为4集，分别于2004年11月25日、2005年2月25日、2005年5月25日和2006年2月24日在日本发行。动画使用和游戏大致相同的配音演员，但情节多处省略。
动画由Actas制作，由游戏人物设计藤島康介设计人物原案，松竹德幸设计角色，小濱俊裕担任美术监督。剧本由金月龍之介编写。前三集由富永タクオ监督，第四集由茂木信二郎监督。
动画音乐由埜邑紀見男创作。片头曲《夢的結局》（夢の果て）和片尾曲《祈禱》（Priere）皆由tomo作词，渡边美佳和野口郁子作曲，西胁辰弥演唱。
动画亦有图书、音乐专辑和广播剧等相关商品发行。2005年Frontier Works发行动画原声音乐专辑，其中收录49首曲目，计73分15秒。公司还于2006年发行6张广播剧CD，6张CD主题分别以6名主角为主题。一迅社于2006年发行图书《幻想传说 The Animation Art Graphy》，其中收录动画角色设计师松竹德幸的设定图，克雷斯和敏多配音员的特别对话，以及游戏角色设计师藤岛康介的访谈。

## 评价
超级任天堂版《幻想传说》获得日本杂志《Fami通》30/40的评分，四名独立评论员分别打出8、7、6、9分。在该杂志2003年8月的公布读者投票中，游戏成为史上最喜爱南梦宫作品。游戏在首发月销售缓慢，系列制作人吉積信称是因为游戏和艾尼克斯畅销游戏《勇者斗恶龙VI 幻之大地》发售时间接近；游戏在日本售出21.2万份。虽然游戏1998年PlayStation重制版的《Fami通》得分较低，但游戏在游戏销售了约76.9万份，而2006年PSP的《全语音版》售出约13.6万。

### Game Boy Advance版
Game Boy Advance版标志《幻想传说》首次在英文区发售，其在西方主要获得积极评价，在GameRankings和Metacritic上汇总得分为73%和76/100。GameSpot等网站认为游戏，游戏动作制战斗系统使其从其它角色扮演作品中脱颖而出，但游戏也过分依赖大量随即战斗来“拖慢步调并撑长游戏时间”。IGN评论称，战斗系统和系列后来GameCube的《仙乐传说》等作品相比显得未经加工，但图形和声音质量使其在原版11年后“保持相对良好”。网站还称故事和角色“令人惊异”，但过时的设计将只会吸引熟悉此类老游戏的玩家。《电子游戏月刊》的编辑类似也称“传统RPG爱好者欣赏其长而多样的迷宫，以及充满动作的即时制战斗”，“对于这样的老游戏，依然有许多魅力”。Eurogamer称，和类似的索尼PlayStation Portable移植相比，游戏在接近掌机生命末期发售是一种伤害，而且游戏“混乱”的界面和“有瑕疵的”本地化和超级任天堂非官方爱好者翻译相比显得苍白。
截至2007年12月，游戏在全球售出月31.4万套。2012年12月，《Game Informer》将 切斯特称为传说系列最佳角色之一，理由是他在整个故事中要接受妹妹的死亡，称其“在整个过程中逐渐建立，但在这样一个自然的方式下，使切斯特变得可以信赖”。

## 外部連結
- （日語）傳奇系列官網連結 （页面存档备份，存于）
- （日語）NAMCO BANDAI Games Inc統合網站 （页面存档备份，存于）